# علي بن هشام
القائد المَرُوزيّ أبُو الحَسَن عَلِيُّ بن هِشام بن فَرخَسرُوا (تُوفي في السَّادِس عَشَر من جُمادى الأُولى 217 هـ / الثَّاني والعُشرُون من يُونيو 832 م) شاعِرًا فاضِلًا وقائدٌ عبَّاسِيٌ عسكريّ ووالٍ، ينحدر من مَرُو الرُّوذ الخُراسانِيَّة، تمرَّد على الخليفة عَبدُ الله المأمُون حينما كان واليًا على الجِبال، حيث أفسد فيها وأساء السيرة بين أهلها، وحينما أراد المأمُون القبض عليه، رفض وحاول الالتحاق بثَوْرة بابَك الخُرَّمِيُّ، إلا أن القائد العبَّاسي عُجَيْف بن عَنْبَسة تمكَّن من الظفر به، وأُعدم مع أخيه الخَليل بن هِشام عِند المأمُون أثناء حملته الثالثة على الرُّوم.

## سيرة شخصية
لم يُعرف كثيرًا عن ماضي عَلِيُّ بن هِشام، إلا أنه كان أحد قُوَّاد جيش الخليفةُ العبَّاسِيّ عَبدُ الله المأمُون، وبالإضافة إلى مهنته، فقد كان نديمًا للمأمُون حيث كان الأخير يزورُه في داره ويأنُس في الجُلوس معه.

### إخماد ثَوْرة قُم
بعدما سار المأمُون من خُراسان إلى العِراق، كان أقام في مدينة الرَّي لعدة أيام، وفي خطوةٍ للإحسان إلى أهاليها، قرر إسقاط عنها مبلغًا من خِراجهم لذلك العام، فاستحسن أهالي قُم ذلك، فطمع أهل قُم أن يكررها لهُم، فكتبوا إليه يسألونه الحطيطة، وكان خراجهم ألفي ألف درهم، فلم يجبهم المأمُون - المُستقر في بَغْداد - إلى ما سألوا، فغضبوا وامتنعوا عن دفع أي ضريبة له، وقرروا خلعه والثَّورةُ عليه، فوجه المأمُون إليهم القائدان عَليُّ بن هِشام، وعُجَيف بن عَنْبَسة، فحاربوهم، وظفروا بهم، وقُتل مُتزعمهم يحيى بن عمران، وهدم سور المدينة عِقابًا لهُم، وقرر رفع الخِراج ردًا على تمرُّدهم، فجباها على سبعة آلاف ألف درهم، وكانوا يتظلمون من ألفي ألف، عِقابًا لخُروجهم وإنذارًا لهُم بعدم الطُّمع في تساهُل المأمُون، وكانت الثورة وإنهائها في سنة 210 هـ / 825 م.

### ولايته على الجِبال
تولَّى عَلِيٌ حُكم وِلاية الجِبال سنة 215 هـ / 830 م، فأساء السِّيرة، وقتل رِجالٍ منها ظُلمًا، وحين بلغ ذلك الخليفةُ المأمُون غضِب منه، ووجَّه إليه عُجَيْف بن عَنْبَسة وأحمد بن هاشِم للقبض على أمواله وسِلاحه، فثار عَلِيٌّ عليه، وأراد قتل عُجَيف ومن ثم الالتحاق بثَوْرة بَابك الخُرَّمِيُّ في أذْرُبَيْجان، إلا أن عُجيفًا تمكَّن من الظَّفر به، واقتادهُ مع أخيه الخَليل، وقيل أن أسمهُ الحُسَيْن، إلى الخَليفةُ المأمُون في أذَنة، حيث كان يستعد ويُجهَّز الجَيْشُ العبَّاسي لحملةٍ جِهاديَّةٍ ثالثة ضد الرُّوم.

## مقتله
بعد أن جُلب عَلِيُّ بن هِشام وأخيه الخَليل إلى الخليفةُ المأمُون في مدينة أذَنة من منطقة الثُّغُور، أمر بضرب عُنُقِه، فقتلهُ ابن أخيه عَلِيُّ بن الخليل، في يوم الأربعاء، جُمادى الأولى سنة 217 هـ / يُونيو 832 م. أمر الخليفةُ المأمُون بأن يُبعث برأسه ويُطاف به وكُتب برُقعةٍ على رأسه بيانًا من الخليفة بيَّن فيها أنه أحسن إلى عَلِيًا ولكنه عسف في الرَّعية، وظلم الناس وقتل دماءٍ بغير وجه حق، وأنه لن يُؤاخذ من أهله أحدًا بذنبه، وسيستمر في جري معاشهم وأرزاقهم كما كانوا، وذلك في بيانه المُوضح:
«أما بعد، فإن أمير المؤمنين دعا علي بن هشام في من دعا، أيام المخلوع من أهل خراسان إلى معاونته، فأجاب، فرعى له ذلك وولاه الأعمال السنية، ووصله بالصلات الجزيلة، فبلغت أكثر من خمسين ألف ألف درهم، فمد يده إلى الخيانة والتضييع لما استرعاه من الأمانة، فباعده عنه، وأقصاه. ثم استقال أمير المؤمنين، فأقاله عثرته، وولاه الجبال وإرمينية وأذربيجان، ومحاربة أعداء الله الخرمية، على أن لا يعود إلى ما كان؛ فأساء السيرة، وعسف الرعية، وسفك الدماء المحرمة؛ فوجه أمير المؤمنين إليه عجيف بن عنبسة، مباشرا لأمره، وداعيا إلى تلافي ما كان منه، فوثب على عجيف يريد قتله، فظفر به، ودفعه عن نفسه. ولو تم ما أراد بعجيف، لكان في ذلك ما لا يستدرك ولا يستقال. ولكن إذا أراد الله أمرا كان مفعولا. فلما أمضى أمير المؤمنين من حكم الله في علي بن هشام، رأى أن لا يؤاخذ من خلف بذنبه، وأجرى على من ترك من ولده وعياله ومن أصلابهم بعد مماته ما كان جاريا عليهم في حال حياته. والسلام».
طيف برأس عَلِيُّ بن هِشام في بَغْدَاد، وخُراسان، ثُم رُدَّ إلى الجَزيرة، والشَّام، فطيف به كُورة كُورة، حيث قدِم رأسُه إلى دِمَشْق في ذُو الحجَّة 217 هـ / يناير 833 م، ثُم ذُهب به إلى مِصْر، وألقي برأسه في البَحر.

## شعره
كان عَلِيُّ بن هِشام شاعِرًا فاضِلًا، وله شِعرٌ حسن، ومنه:
وحينما غضِبت مُراد شاعِرة عَلي وهجرته، كتب إليها قائلًا:
فاستحسنت شِعرُه، وخرجت إليه راضية عنه.
وقد مرَّت جاريةً لهُ على قصرِه بعد مقتله، فبكت وقالت تُرثيه:

### فهرس المنشورات
1. ↑  تاريخ مدينة دمشق | مجلد 43 | صفحة 266 | المجلد الثالث والأربعون | 5112 ـ علي بن هشام بن فرخسروا أبو. مؤرشف من الأصل في 2024-02-15.
2. ↑  ابن الأثير (2005)، ص. 936.
3. ↑  ابن الأثير (2005)، ص. 941.
4. ↑  ابن الأثير (2005)، ص. 942.

### فهرس الوب
1. 1 2 3  "علي بن هشام بن فرخسروا - The Hadith Transmitters Encyclopedia". hadithtransmitters.hawramani.com. مؤرشف من الأصل في 2023-06-07. اطلع عليه بتاريخ 2024-02-15.
2. 1 2  momani، razan (21 أغسطس 2017). "سنة سبع عشرة ومائتين (ذكر الخبر عما كَانَ فِيهَا من الأحداث)". بوابة السيرة النبوية. مؤرشف من الأصل في 2023-09-25. اطلع عليه بتاريخ 2024-02-15.

### معلومات المنشورات كاملة
الكتب مرتبة حسب تاريخ النشر
- ابن الأثير الجزري (2005)، الكامل في التاريخ، مراجعة: أبو صهيب الكرمي، عَمَّان: بيت الأفكار الدولية، OCLC:122745941، QID:Q123225171